# Bùi Quốc Việt
Bùi Quốc Việt (sinh năm 1983) là một nam đạo diễn người Việt Nam. Anh được biết đến là người làm nên thành công qua các bộ phim: Sao Kim bắn tim Sao Hỏa, Đầm lầy bạc, Nàng dâu order, Hãy nói lời yêu, Mặt nạ gương, Đấu trí, Gara hạnh phúc,...

## Tiểu sử
Bùi Quốc Việt sinh năm 1983 tại Hà Nội trong một gia đình có cha là đạo diễn. Cha anh là đạo diễn NSƯT Bùi Huy Thuần, người đã từng ghi dấu ấn qua các bộ phim truyền hình giờ vàng như: Đàn trời, Chủ tịch tỉnh, Người giữ lửa, Cuồng phong, Giấc mơ hạnh phúc, Con đường hạnh phúc, Mạch ngầm vùng biên ải... Anh bắt đầu sự nghiệp làm đạo diễn khi cùng cha làm đạo diễn cho hai bộ phim là Ngôi biệt thự màu tro lạnh và Chủ tịch tỉnh. Anh còn đảm nhận vai trò phó đạo diễn cho các bộ phim của cha anh như Cuồng phong, Con đường hạnh phúc,...
Năm 2010, anh đoạt giải Liên hoan truyền hình toàn quốc lần thứ 30 với hạng mục Đạo diễn xuất sắc với bộ phim Đầm lầy bạc.
Năm 2012, anh kết hôn với diễn viên Thanh Hoa và có hai người con trai. Diễn viên Thanh Hoa đã từng đóng một số bộ phim do anh đạo diễn như Đầm lầy bạc, Khúc ca cho tình nhân, Chủ tịch tỉnh, Câu hỏi số 5,...

## Danh sách tác phẩm
| Năm  | Tên phim                           | Tập | Kênh | Nguồn |
| ---- | ---------------------------------- | --- | ---- | ----- |
| 2010 | Nốt nhạc con gái                   | 6   | VTV3 |       |
| 2011 | Đầm lầy bạc                        | 20  | VTV3 | [ 2 ] |
| 2011 | Ngôi biệt thự màu tro lạnh         | 36  | VTV1 |       |
| 2011 | Chủ tịch tỉnh                      | 38  | VTV1 |       |
| 2011 | Khúc ca cho tình nhân              | 32  | VTV3 |       |
| 2013 | Giọt nước rơi                      | 30  | VTV3 | [ 3 ] |
| 2015 | Câu hỏi số 5                       | 30  | VTV3 | [ 4 ] |
| 2017 | Đi qua mùa hạ                      | 30  | VTV3 |       |
| 2019 | Nàng dâu order                     | 30  | VTV3 |       |
| 2020 | Lựa chọn số phận                   | 72  | VTV1 |       |
| 2021 | Hãy nói lời yêu                    | 34  | VTV3 |       |
| 2021 | Mặt nạ gương                       | 26  | VTV3 |       |
| 2022 | Đấu trí                            | 74  | VTV1 |       |
| 2022 | Gara hạnh phúc                     | 27  | VTV3 |       |
| 2023 | Không ngại cưới, chỉ cần một lý do | 36  | VTV3 |       |
| 2024 | Sao Kim bắn tim Sao Hỏa            | 36  | VTV3 |       |
| 2025 | Dịu dàng màu nắng                  | 40  | VTV1 |       |

## Giải thưởng
| Năm  | Giải thưởng                                | Hạng mục          | Tác phẩm    | Kết quả   | Nguồn |
| ---- | ------------------------------------------ | ----------------- | ----------- | --------- | ----- |
| 2010 | Liên hoan truyền hình toàn quốc lần thứ 30 | Đạo diễn xuất sắc | Đầm lầy bạc | Đoạt giải | [ 5 ] |